# テレワープ
テレワープは、株式会社フォレスタが提供しているスマホ内線化サービスの登録商標（商標権は株式会社フォレスタが保有。商標登録番号は第6561539号）である。2022年8月22日よりサービス提供を開始している。

## 概要
テレワープは、NTT東日本およびNTT西日本が提供する「ひかり電話（光IP電話）」の終端装置「ひかり電話ルーター（ホームゲートウェイ）」に専用装置「テレワープキューブ」をLAN接続することで、本装置経由でスマートフォンアプリ「テレワープ」とひかり電話ルーター内のSIP（Session Initiation Protocol）ポートが連動し、スマートフォンをひかり電話ルーター配下の内線電話機として扱うことができる。
内線電話機として利用可能なスマートフォンの台数は5台までである。これはひかり電話ルーター内にあるSIPポートの数が5内線まであることに起因する。
現在テレワープが利用可能な固定電話サービスとしては、NTT東日本およびNTT西日本の「ひかり電話（光IP電話）」のみである。なお、同社の「ひかり電話オフィスタイプ」および「ひかり電話オフィスA（エース）」は利用対象外である。
このサービスの最大のメリットは、自宅や事務所を不在にしている場合や電話機から離れた場所で作業を行っている場合などでも、スマートフォンで固定電話（ひかり電話）の外線発信および外線着信を行うことができる点である。
また、その他の機能として「内線通話」「保留転送」「自動応答」「留守番電話」など、ビジネスフォンに搭載されている電話機能を利用することも可能である。
| 機能名                       | 機能詳細 |
| ---------------------------- | --- |
| アプリによるひかり電話の発信 | テレワープの標準機能。 - スマートフォンアプリ「テレワープ」から、ひかり電話で契約中の電話番号による外線発信が可能。 - アプリに設定できる発信番号は1番号のみ。途中で番号変更は可能。 - アプリからひかり電話の番号で外線発信した場合は、ひかり電話の通話料金が適用される。ひかり電話ルーター（ホームゲートウェイ）とアプリ間の通信はインターネットを経由しており、追加の通信料（通話料）はかからない。 |
| アプリによるひかり電話の着信 | テレワープの標準機能。 - スマートフォンアプリ「テレワープ」で、ひかり電話で契約中の電話番号にかかってきた外線を着信することが可能。 - アプリに設定できる着信番号は最大5番号（任意選択）。途中で番号変更は可能。 - ひかり電話に外線着信があった際は、内線番号としてひかり電話ルーター（ホームゲートウェイ）に登録されている全てのスマートフォンアプリおよびアナログ端末（電話機）が鳴動する。何れかの端末で着信に応答すると、他の端末は鳴りやむ仕様。 - アプリの着信画面上には「発信者の電話番号」の他「着信者の電話番号」が表示される。なお、発信者がスマートフォンの連絡先に登録されている場合はその登録名称が表示される。 - アプリでひかり電話の番号にかかってきた外線着信に応答した場合でも、ボイスワープなどのキャリアの転送電話サービスでは発生する通話料金がかからない。 |
| 内線通話                     | テレワープの標準機能。 - ひかり電話ルーター（ホームゲートウェイ）のSIPポートおよびアナログポートに内線登録されているすべての端末間で内線通話を行うことが可能。 - スマートフォンアプリ「テレワープ」同士、またはアプリとアナログ端末（電話機）間で無料の通話が利用可能。 |
| 保留転送                     | テレワープの標準機能。 - ひかり電話ルーター（ホームゲートウェイ）のSIPポートおよびアナログポートに内線登録されているスマートフォンアプリ「テレワープ」またはアナログ端末（電話機）で応答した外線着信および内線着信を、別の内線番号へと転送を行うことが可能。 - 転送操作を行った場合、発信相手との通話は保留状態となる。その反対で転送先の内線番号を呼び出し、転送先が応答すると、転送元と転送先の内線同士で通話状態となる。転送元の内線側が通話を終了することで、元の発信相手と転送先との通話に切り替わる。 |
| 応答メッセージ管理           | テレワープの標準機能。 - 後述の機能「時間外案内」や「不在案内」、「留守番電話」で使用する音声メッセージを録音・管理することが可能。 - 保存可能な音声メッセージは最大10件。それぞれの音声メッセージ毎に名称を設定することができる。 - 音声メッセージの録音方法はスマートフォン端末のマイクを使用した音声吹き込みのみ。 |
| 時間外案内                   | テレワープの標準機能。 - スマートフォンアプリ「テレワープ」でひかり電話で使用中の電話番号毎に予め曜日および時間帯別の電話受付スケジュールを設定することで、電話受付外にかかってきた外線着信に対して、スマートフォンアプリ「テレワープ」またはアナログ端末（電話機）を呼び出すことなく即時で自動的に音声ガイダンスを再生することが可能。 - 再生する音声ガイダンスは「応答メッセージ管理」で登録した音声メッセージを選択する必要がある。 - 音声ガイダンスの再生が終了後、「留守番電話」に切り替えて用件を録音させることもできる。 |
| 不在案内                     | テレワープの標準機能。 - スマートフォンアプリ「テレワープ」からひかり電話で使用中の電話番号毎に不在モードを有効にすることで、不在中にかかってきた外線着信に対して、スマートフォンアプリ「テレワープ」またはアナログ端末（電話機）を呼び出すことなく即時で自動的に音声ガイダンスを再生することが可能。 - 再生する音声ガイダンスは「応答メッセージ管理」で登録した音声メッセージを選択する必要がある。 - 「時間外案内」で電話受付内に設定したスケジュールであっても、本機能が優先される。 - 音声ガイダンスの再生が終了後、「留守番電話」に切り替えて用件を録音させることもできる。 |
| 留守番電話                   | テレワープの標準機能。 - スマートフォンアプリ「テレワープ」からひかり電話で使用中の電話番号毎に留守番電話の有効/無効を設定することで、指定秒数間呼び出した後、発信相手が音声メッセージを録音することが可能。 - 留守番電話に切り替わるまでの呼び出し時間は「1–99秒」の間で設定可能。 - 録音された留守番電話メッセージはアプリから再生・管理ができる。 - 留守番電話に切り替わる前に再生される音声ガイダンスはデフォルトの音声メッセージ、または「応答メッセージ管理」で登録した音声メッセージを選択することができる。 |
| スマートフォン連絡先同期     | テレワープの標準機能。 - スマートフォンに登録されている連絡先データとスマートフォンアプリ「テレワープ」内にある連絡先データを同期することが可能。 |

## 周辺機器
テレワープで提供される周辺機器としては、下記の2つである。
- 専用装置「テレワープキューブ」
- スマートフォンアプリ「テレワープ」

なお、テレワープキューブを利用者の電話環境およびネットワーク環境と接続する必要があるため、接続に必要な「LANケーブル」「USB-LAN変換アダプター」「ACアダプター」「電源用MicroUSBケーブル」が付属されている。
また、テレワープの利用に際し利用者側の環境に求められる周辺機器としては、下記である。
- 「ひかり電話ルーター（ホームゲートウェイ）」である。

ただし、インターネット接続をひかり電話ルーターで行っていない場合は別途「ルーター」が必要となる。

## 利用条件
テレワープを利用する条件としては、下記の3つである。
- NTT東日本・NTT西日本、または光コラボレーション事業者が提供する「ひかり電話」サービスを利用している。
- 「ひかり電話」サービスを「ひかり電話ルーター（ホームゲートウェイ）」で終端している。
- 「ひかり電話」サービスの利用環境にLAN接続が可能なインターネット接続環境がある。

また、必須の条件ではないが、スマートフォンアプリ「テレワープ」で着信した際に、スマートフォンの着信画面上に発信者の電話番号を表示するには「ナンバー・ディスプレイ」またはそれに準ずる発信者番号表示サービスに加入している必要がある。

## テレワープ光
テレワープの提供元である株式会社フォレスタでは、テレワープの利用に必要な「ひかり電話」と「インターネット」が全てセットの「テレワープ光」を販売している。
テレワープ光では、テレワープの他に下記3つのサービスをセットで提供している。
- インターネット接続サービス（IPv6 IPoE方式）
- 光IP電話サービス
- 発信者番号表示サービス

テレワープを単体で契約し、ひかり電話およびインターネットは他社で契約している場合よりも、セット割引が適用されて安価な金額で利用することが可能である。

## 保証協会を名乗る業者からのテレワープ導入勧奨
テレワープおよびテレワープ光において、保証協会を名乗る業者より「テレワープ（テレワープ光）」の導入を推奨される事案が確認されており、提供元の株式会社フォレスタでは注意を呼びかけている。
特殊詐欺の被害にあった後、被害者に対して保証協会を名乗る業者が「詐欺業者との折衝を請け負う」という名目でテレワープ（テレワープ光）を導入させる事例が発生している。
そのままテレワープ（テレワープ光）を導入した場合、次の特殊詐欺電話の発信元として利用される可能性があるため、注意が必要である。